# Régis Simon
Régis Simon (Troyes, 19 de març de 1958) va ser un ciclista francès, que fou professional entre 1984 i 1989. En el seu palmarès destaca una victòria d'etapa al Tour de França de 1985.
És germà dels també ciclistes Pascal, François i Jérôme Simon.

## Palmarès
- 1981
  - 1r al Circuit des Mines
- 1983
  - 1r al Tour de Nova Caledònia
- 1984
  - Vencedor d'una etapa del Tour de Vaucluse
- 1985
  - 1r a Le Hops
  - Vencedor d'una etapa del Tour de França
- 1987
  - 1r a Dixmont
- 1988
  - Vencedor d'una etapa de l'Etoile de Bessèges
- 1990
  - 1r al Circuit des Mines
- 1993
  - 1r a la Volta al Marroc i vencedor de 3 etapes

### Resultats al Tour de França
- 1984. 111è de la classificació general
- 1985. 100è de la classificació general. Vencedor d'una etapa
- 1986. 93è de la classificació general
- 1988. 123è de la classificació general